# Росс Аллен
Росс Аллен (англ. Ross Allen; нар. 2 березня 1987, Кастел) — футболіст Гернсі, нападник клубу «Тім Веллінгтон».

## Клубна кар'єра
Почав грати у футбол в чемпіонаті Гернсі за команду «Гернсі Рейнджерс». У 2006 році навчався у Флоридському технологічному інституті і грав за місцеву студентську команду. Після року в Сполучених Штатах, Аллен повернувся до «Гернсі Рейнджерс» і 2009 року був визнаний найкращим гравцем Гернсі
У 2011 році було сформовано клуб «Гернсі», в якому мали б грати найкращі футболісти Гернсі у структурі чемпіонатів Англії. З командою піднявся з десятого до восьмого за рівнем дивізіону Англії, а у листопаді 2017 року Аллен оголосив, що він залишає команду з наміром жити і працювати в Новій Зеландії, а також намагатиметься знайти там команду.
У січні 2018 року підписав контракт з новозеландським напівпрофесійним клубом «Тім Веллінгтон». В тому ж році виграв з командою Лігу чемпіонів ОФК 2018, забивши по ходу турніру 7 голів, в тому числі два у фінальних матчах з фіджійським клубом «Лаутока». Цей результат дозволив команді вперше в історії вийти на клубний чемпіонат світу 2018 року, де команда вилетіла вже в першому раунді, а Аллен поряд із Гаретом Бейлом був єдиним британцем, який з'явився на турнірі.

## Виступи за збірну
З 2007 року виступав за невизнану ФІФА та УЄФА збірну Гернсі. З цією командою брав участь у Острівних іграх і виграв золоті медалі у 2015 році, срібні в 2011 році (де став найкращим бомбардиром разом з Лі Каск'яро) і бронзові в 2009 і 2017 роках.

## Особисте життя
Рос Аллен — син футболіста збірної Гернсі Крейга Аллена. Його дядько Вільям Аллен і дідусь Баррі Гілл також офіційно представляли Гернсі